# Kouty (oblast d'Ivano-Frankivsk)
Pour les articles homonymes, voir Kouty.
Kouty (en ukrainien : Кути ; en russe : Куты ; arménien : Կուտի ; en polonais : Kuty) est une commune urbaine de l'oblast d'Ivano-Frankivsk, en Ukraine. Sa population s'élève à 4 025 habitants en 2021.

## Géographie
Kouty est située sur la rive gauche de la rivière Tcheremoch, qui la sépare de Vyjnytsia, dans l'oblast de Tchernivtsi. Les deux villes sont reliées par un pont. Kouty se trouve à 9 km au sud-est de Kossiv, centre administratif du raïon dont Kouty fait partie, à 81 km au sud-est d'Ivano-Frankivsk et à 458 km au sud-ouest de Kiev.

## Histoire
La première mention de Kouty remonte à l'année 1469. Elle fait partie de la région historique de Pocoutie, dont le nom signifie littéralement « autour de Kouty » (kout signifie « coin »). Kouty obtient le droit de Magdebourg en 1715, mais le perd par la suite. De 1774 (premier partage de la  Pologne) à 1918, Kouty fait partie de la Galicie autrichienne. Après la Première Guerre mondiale, Kouty revient à la Pologne. Elle est occupée par l'Union soviétique en septembre 1939, puis par l'Allemagne nazie et ses alliés de 1941 à 1944. Lors de l'occupation par des Roumains et des Hongrois, l'importante population juive de la ville est maltraitée et contrainte aux travaux forcés,.
Au printemps 1942, sous occupation allemande, les juifs sont assassinés. Certains lors d'exécutions de masse et d'autres à la suite de leur déportation au camp d'extermination de Bełżec,. Kouty est libérée le 2 avril 1944 par des unités du premier front ukrainien de l'Armée rouge. Des nationalistes ukrainiens de l'UPA assassinent des Polonais et des Arméniens au printemps 1944.
Elle reçoit le statut de commune urbaine en 1940. Après la Seconde Guerre mondiale, Kouty est incorporée définitivement à la république socialiste soviétique d'Ukraine.

## Population
Recensements (*) ou estimations de la population :
| 1959* | 1970* | 1979* | 1989* | 2001* | 2009  | 2010  | 2011  |
| ----- | ----- | ----- | ----- | ----- | ----- | ----- | ----- |
| 3 329 | 4 068 | 4 348 | 4 698 | 4 002 | 4 207 | 4 174 | 4 161 |

| 2012  | 2013  | 2014  | 2015  | 2016  | 2017  | 2018  | 2019  |
| ----- | ----- | ----- | ----- | ----- | ----- | ----- | ----- |
| 4 118 | 4 073 | 4 059 | 4 055 | 4 085 | 4 089 | 4 080 | 4 067 |

| 2021  | - | - | - | - | - | - | - |
| ----- | - | - | - | - | - | - | - |
| 4 025 | - | - | - | - | - | - | - |